# Генерал внутренней службы Российской Федерации
Генерал внутренней службы Российской Федерации — персональное специальное звание высшего начальствующего состава ФСИН и ФССП России.
В предыдущих редакциях Федеральных законов «О некоторых вопросах Федеральной службы исполнения наказаний» и «О некоторых вопросах Федеральной службы судебных приставов» высшим специальным званием в этих органах являлось звание «генерал-полковник внутренней службы», с 27 сентября 2023 года таким званием стало являться звание «генерал внутренней службы Российской Федерации».
Специальное звание присваивается указом Президента Российской Федерации.

## История
Введено Указом Президента Российской Федерации от 27 сентября 2023 года № 720 "О внесении изменений в некоторые акты Президента Российской Федерации"
Список генералов внутренней службы Российской Федерации
1. Аристов, Дмитрий Васильевич (2023)
2. Гостев, Аркадий Александрович (2023)